# جان براون
جان براون (بالإنجليزية: Jann Browne)‏ هي مغنية وكاتبة غنائية أمريكية، ولدت في 14 مارس 1954 في مدينة اندرسون في الولايات المتحدة.

## وصلات خارجية
- الموقع الرسمي
- جان براون على موقع ميوزك برينز (الإنجليزية)
- جان براون على موقع ديسكوغز (الإنجليزية)